# Hardcore Pleasure
Hardcore Pleasure – singel polskich raperów Bedoesa, Flexxy’ego i Kuqe’go. Utwór pochodzi z trzeciego albumu studyjnego Bedoesa, Opowieści z Doliny Smoków. Singel został wydany 18 lipca 2019.
Nagranie otrzymało w Polsce status złotego singla, przekraczając liczbę 10 tysięcy sprzedanych kopii.

## Geneza utworu i historia wydania
Utwór napisali i skomponowali Borys Przybylski, Maciej Balcerzak, Łukasz Dziemiński oraz Kamil Łanka, który również odpowiada za produkcję utworu.
Singel ukazał się w formacie digital download 18 lipca 2019 w Polsce za pośrednictwem wytwórni płytowej SBM Label. Piosenka została umieszczona na trzecim albumie studyjnym Bedoesa – Opowieści z Doliny Smoków.

## Lista utworów
- Digital download[4]

1. „Hardcore Pleasure” – 2:23

## Certyfikaty
| Kraj          | Certyfikat  | Sprzedaż |
| ------------- | ----------- | -------- |
| Polska (ZPAV) | złota płyta | 10 000+  |